# Васюково (Торопецкий район)
Васюко́во  — деревня в Торопецком районе Тверской области в составе Пожинского сельского поселения.

## География
Расположена примерно в 3 версте к юго-западу от деревни Наговье.

## История
В конце XIX — начале XX века деревня в Холмском уезде Псковской губернии.

## Население
| 2010 |
| ---- |
| 1    |